# Liberia
Liberia (officielt: Republikken Liberia) er et land beliggende i den vestlige del af Afrika.
Landet blev grundlagt af frigivne slaver, der slog sig ned i området omkring 1822. Landet blev i 1847 en uafhængig republik.
Siden 1980, hvor præsidenten afsattes ved et kup, har landet været meget uroligt, og op til 2003 har der været borgerkrig. Dette år forlod diktatoren Charles Taylor landet, og siden har man fulgt en fredsplan udarbejdet af FN, resterne af Taylors regering og de største oprørsbevægelser.
Danskeren Ellen Margrethe Løj stod i spidsen for FNs fredsbevarende mission (UNMIL) i Liberia indtil 2012.
Liberias hovedstad hedder Monrovia, og landet strækker sig over 111.370 km². Det officielle sprog er engelsk.
16. januar 2006 blev Ellen Johnson-Sirleaf taget i ed som præsident – hvorved hun blev Afrikas første folkevalgte kvindelige præsident.
29. marts 2006 er den tidligere præsident, Charles Taylor, blevet anholdt og blev stillet for den internationale domstol i Haag for sine krigsforbrydelser i forbindelse med borgerkrigen i nabolandet Sierra Leone. Han blev i 2012 idømt 50 års fængsel.

## Geografi
Landskabet er for det meste karakteriseret af flade til bølgende kystsletter, som rejser sig til lave bjerge mod nordøst. Klimaet er tropisk: varmt og fugtigt. Vintrene er tørre med varme dage og kølige til kolde nætter. Somrene er våde og overskyede med mange kraftige regnbyger.
Højeste punkt: Mount Wuteve (1.380 m), som ligger mod nord.

## Demografi
Befolkningen på ca. 5 millioner udgøres af 16 lokale etniske grupperinger og forskellige udenlandske minoriteter. Kpelle-befolkningen i de centrale og vestlige dele af landet er den største etniske gruppe. Amerikansk-liberianere, som nedstammer fra de frigivne slaver som ankom i 1821, udgør ca. 5% af befolkningen. Der er også et betydeligt indslag af libanesere, indere og andre vestafrikanske etniske grupperinger, som tilsammen udgør en vigtig del af Liberias næringsliv. En mindre gruppe hvide (anslået til ca. 18.000 i 1999, antagelig færre i dag) bor i landet.
Politiske uroligheder i landet har ført til et betydeligt fald i levestandarden.